# Gündelwangen
Gündelwangen ist ein Stadtteil der baden-württembergischen Stadt Bonndorf im Schwarzwald im Landkreis Waldshut. Mit Menzenschwand und Ewattingen ist es einer der nördlichsten Orte des Landkreises.

## Geographie
Gündelwangen liegt im Südschwarzwald auf einer Hochfläche auf der rechten Seite der Wutachschlucht zwischen Holzschlag und Bonndorf. Gündelwangen ist ein typisches Straßendorf und erstreckt sich über 2,5 km entlang der B 315. Entlang der Straße lassen sich noch heute drei Siedlungskerne ausmachen, aus denen die ehemalige Gemeinde entstand. Neben dem Dorf Gündelwangen gehörten zu dieser die Häusergruppe Hebsack.

## Geschichte

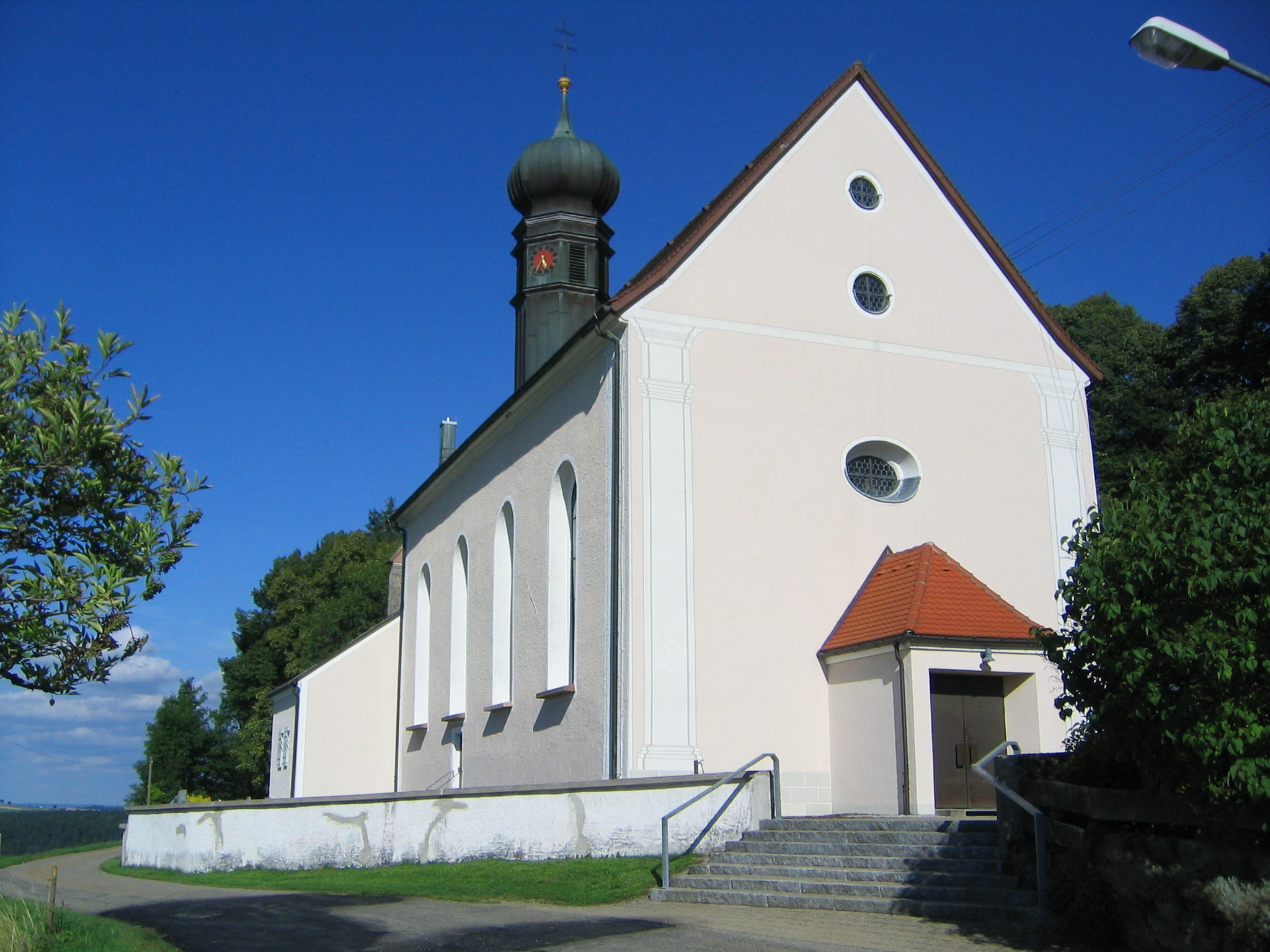
Kirche in Gündelwangen, hier wirkte von 1851 bis 1865 Albert Kürzel

Gündelwangen wird 1157 erstmals in einem päpstlichen Bestätigungsbrief erwähnt, als unter Papst Hadrian IV. das Pfarrdorf Gündelwangen als Filiale von Bettmaringen  mit einer Liebfrauenkirche genannt wird. Das Dorf gehörte denen von Falkenstein und kam von diesen an die von Rechberg. 1460 wechselte der Ort an die Grafen von Lupfen. Joachim Christoph von Mörsberg verkaufte wegen Überschuldung die Herrschaft Bonndorf 1609 an das Kloster St. Blasien. Bis zur Säkularisation 1806 gehörte Gündelwangen zum Kloster St. Blasien und wechselte dann an das Großherzogtum Baden.
Am 1. Januar 1975 wurde Gündelwangen im Zuge der Gemeindereform in die Stadt Bonndorf im Schwarzwald gegen den Willen der Gündelwanger zwangseingegliedert.

## Religion
Bereits die erste urkundliche Erwähnung Gündelwangens nennt das Pfarrdorf Gündelwangen mit einer Liebfrauenkirche, als Filialkirche von Bettmaringen. Später wurde Gündelwangen selbständige Pfarrei mit der Filialkirche Boll. Die heutige Pfarrkirche „Maria Himmelfahrt“ (Patrozinium 15. August) wurde 1732–1735 unter Franz Schächtelin im Oberdorf neu erbaut, nachdem der Vorgängerbau abgebrannt war. Noch heute bildet die Kirche, mit dem alten Pfarrhaus und dem Vogtshof eine Einheit. Im Jahre 2000 wurde die Pfarrgemeinde in die Seelsorgeeinheit Bonndorf-Wutach integriert und verlor damit ihre Selbständigkeit.

## Gaststätten und Einkaufsmöglichkeiten
Gündelwangen hat momentan ein einziges Gasthaus, welches das Gasthaus zum Lamm wäre. Das Clubhaus von Gündelwangen ist zwar bewirtet, hat aber keine regulären Öffnungszeiten.
In Gündelwangen gibt es kein Lebensmittelgeschäft mehr. Das einzige Angebot ist eine alle zwei Wochen stattfindende Verkaufstour einer lokalen Metzgerei und die Belieferung durch verschiedene Getränkehändler.

## Verkehr und Infrastruktur

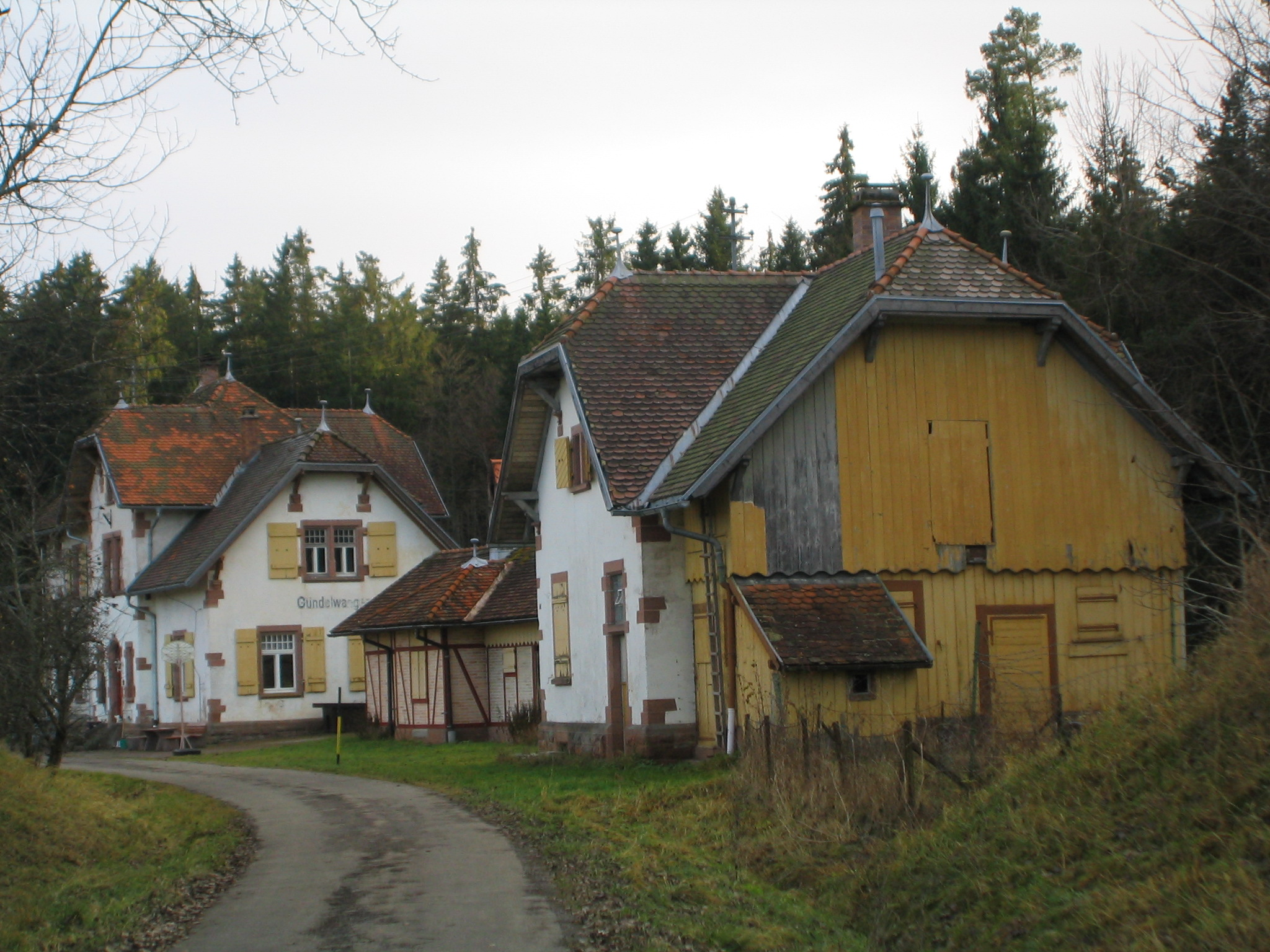
Ehemaliger Bahnhof Gündelwangen

Gündelwangen wird durch die Buslinie Neustadt – Bonndorf (7258) und den Wanderbus Wutachschlucht nahverkehrstechnisch bedient. Südlich des Ortes verlief bis 1976 die Bahnstrecke Kappel Gutachbrücke–Bonndorf (Schwarzwald). Am Ostrand des Ortes, kurz vor Holzschlag, befand sich der einstige Bahnhof Gündelwangen. Auf der aufgelassenen Bahntrasse der einstigen Bahnstrecke verläuft heute der Bähnle-Radweg als Teilstrecke des Südschwarzwald-Radweges. Der Südschwarzald-Radweg führt von Hinterzarten über Waldshut-Tiengen, Basel und Freiburg rund um den Naturpark Südschwarzwald und verbindet Gündelwangen mit Bonndorf bzw. mit Holzschlag und Lenzkirch.
Gündelwangen wird von der B 315 (Stühlingen-Titisee) durchzogen. Von der B315 zweigt an der Kreuzung Lotenbach die L170, welche durch die Wutachschlucht nach Löffingen führt, ab. Diese Straße erfordert wegen der ständigen Rutschungen des Geländes (die Talflanken des jungen Flusstales haben noch keinen stabilen Böschungswinkel erreicht), hohe Unterhaltskosten. Die Gemeindestraßen sind zu einem Großteil aus den 60er Jahren und wurden 2020 mit einer einfachen Lösung saniert. 
Gündelwangen verfügt seit 2019 über eine Glasfaserinfrastruktur, wodurch die frühere, extrem schlechte Datenanbindung beseitigt ist. Das Wasserleitungsnetz wurde bereits vor dem Ersten Weltkrieg erstellt, während das Abwassernetz in der Zeit der Gemeindereform errichtet wurde.

## Kultur und Sehenswürdigkeiten
Gündelwangen bietet zwei Zugänge zur Wutachschlucht. Der eine Zugang führt unmittelbar aus der Mitte des Straßendorfes zum (Räuberschlössle) einem Porphyrfelsen in der Talflanke, der andere vom Vorderdorf durch die Lotenbachklamm zur Schattenmühle in der Talsohle der Wutachschlucht.

### Regelmäßige Veranstaltungen
Es gibt mehrere Vereine im Dorf. Das wären Trachtengruppe, Trachtenkapelle, Sumpflochhexen, Feuerwehr, Katastrophenorchester, Gundelsteiner, Räuberzunft, Narrenrat, Sportverein, Schlachthausverein, Landfrauen, Kirchenchor. Alle zusammen haben circa 1000 Mitglieder. Die Vereine haben sich zu einer Vereinsgemeinschaft zusammengetan.
Als Besonderheit werden am Funkensonntag zwei Fasnetsfeuer, (im Hinter- und Vorderdorf) veranstaltet. Aufgrund dieser Besonderheit strahlte der SWR am 1. März 2009 einen Treffpunkt über die beiden Fasnetfunken aus. Moderiert wurde er von Sonja Schrecklein und Martin Häußermann.

## Persönlichkeiten

### Ehrenbürger
Die Ehrenbürgerwürde der früheren selbständigen Gemeinde Gündelwangen erhielten: 1966, Erzbischof Dr. Hermann Schäufele (1906–1977)
Pfarrer Stefan Andris (1939–1980 Ortspfarrer)